# シーグル・エアー
シーグル・エアー(Seagle Air)はかつてスロバキアのトレンチーン市に本社を置き、ブラチスラヴァ空港を拠点としていた航空会社。地中海周辺諸国方面を中心にチャーター便を運航していたが、2009年に事業停止し、2010年1月に破産宣告を受け倒産した。

## 概要

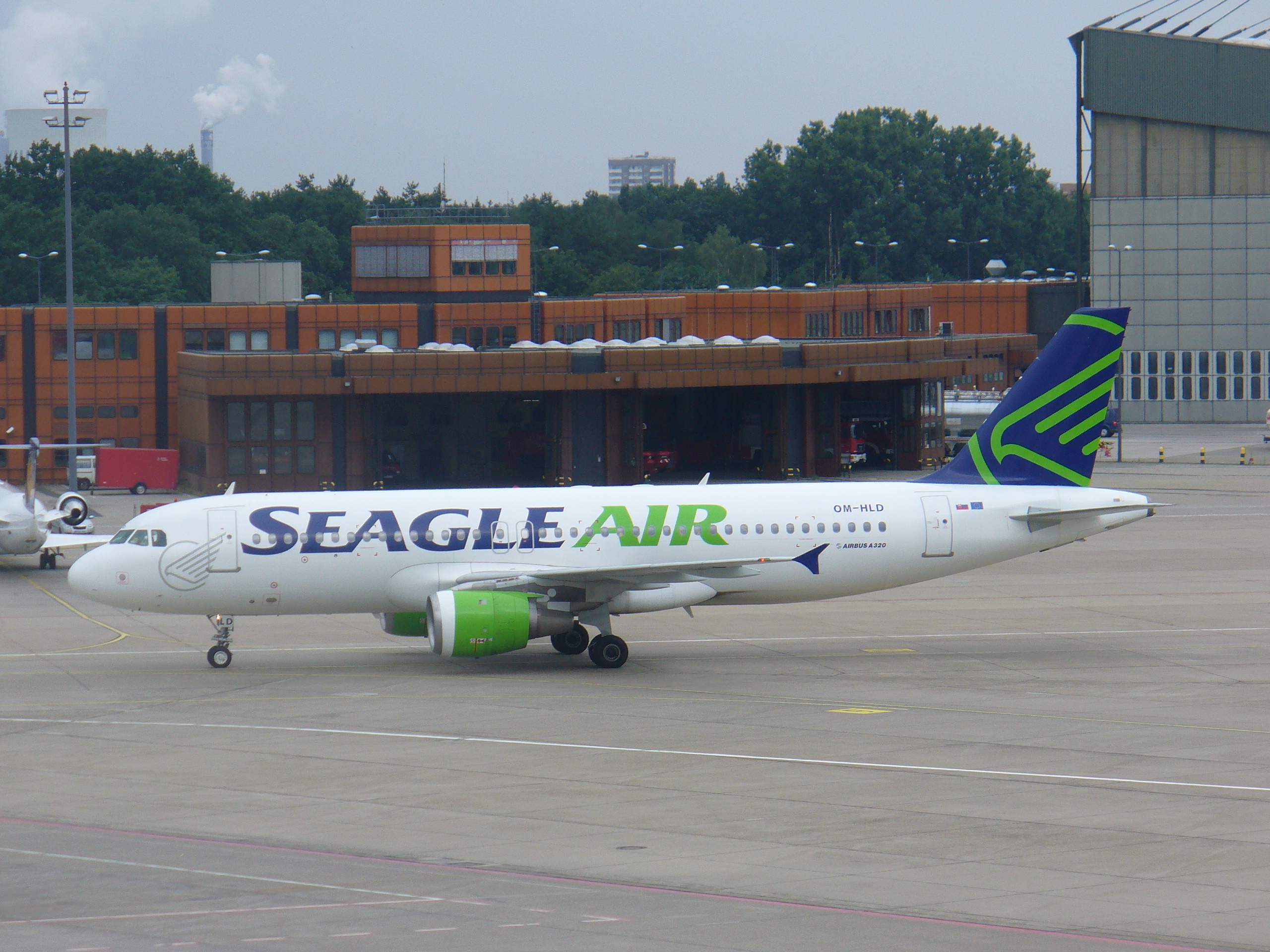
スロバキア初のエアバスA320となったシーグル・エアー機

トレンチーン市の航空学校として1995年に設立された。まもなく航空事業も開始し、チェコ・LET社の双発機L-410（旅客定員19人または貨物重量1.5トン）による貨物チャーター便やチェコ郵便国有会社の航空郵便輸送を行った。
2007年、スロバキア航空の経営破綻にともない、同社の従業員の8割を承継。新たにボーイング737-300を購入し、ブラチスラヴァ空港発着のチャーター便運航を開始。のち同型機を増備し、コシツェ空港とチェコ国内のプラハ、ブルノ、パルドゥビツェ発着チャーター便の運航も始めた。また同年4月にはスロバキアの航空会社として初めてエアバスA320-200を導入した。
2008年12月31日、国に支払う従業員の社会保険料23万ユーロが滞納状態となっていることが発覚。滞納額は2009年3月に33万3000ユーロに達した。社会保険料の滞納は同年6月に解消したものの、10月23日、資金繰りが悪化し事業を停止した。2010年1月に破産宣告を受け、運輸郵政通信省は同年4月に航空会社免許を取り消した。
創業以来の航空学校部門はトレンチーン空港を拠点とし、オーストリア・ダイアモンド航空機産業製小型機のDA20、DA40ダイアモンド・スター、DA42ツイン・スターを用いて操縦士養成を行った。シーグル・エアー破綻後もシーグル・エアー・FTOとして事業を継続している。

## 保有機材
2009年10月の事業停止時には6機が在籍していた。
- ボーイング737-300 - 4機
- エアバスA320-200 - 2機

このほか航空学校部門の7機がシーグル・エアー・FTOに引き継がれている。
- ダイアモンドDA20 - 5機
- ダイアモンドDA40ダイアモンド・スター - 1機
- ダイアモンドDA42ツインスター - 1機